# Eissporn
Als Eissporn, regional auch als Eisnase oder Eishorn bezeichnet, wird ein dreiecksförmiger, spornartiger Ansatz bzw. ein schiffbauliches Teil am Achtersteven eines Schiffes bezeichnet.
Es dient der Ruderanlage des Schiffes zum Schutz vor ungebrochenem und gebrochenem Eis vor allem bei Rückwärtsfahrt. Der Eissporn sollte sich vorzugsweise in der Konstruktionswasserlinie befinden.

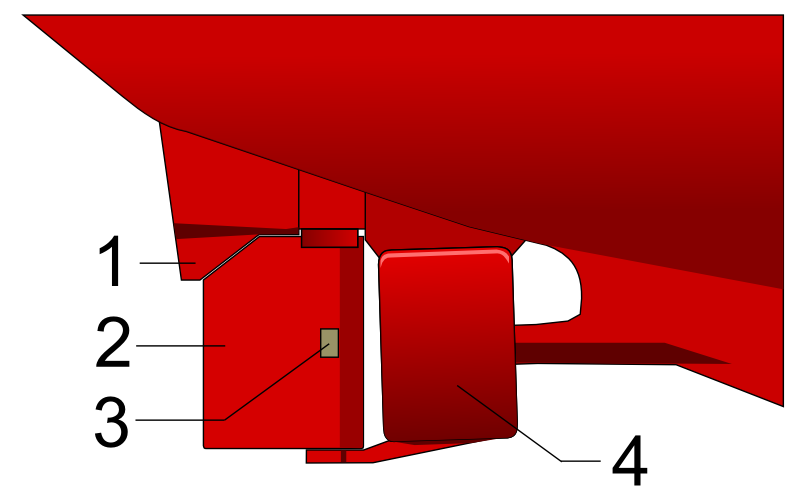
Ruderanlage mit Eishorn
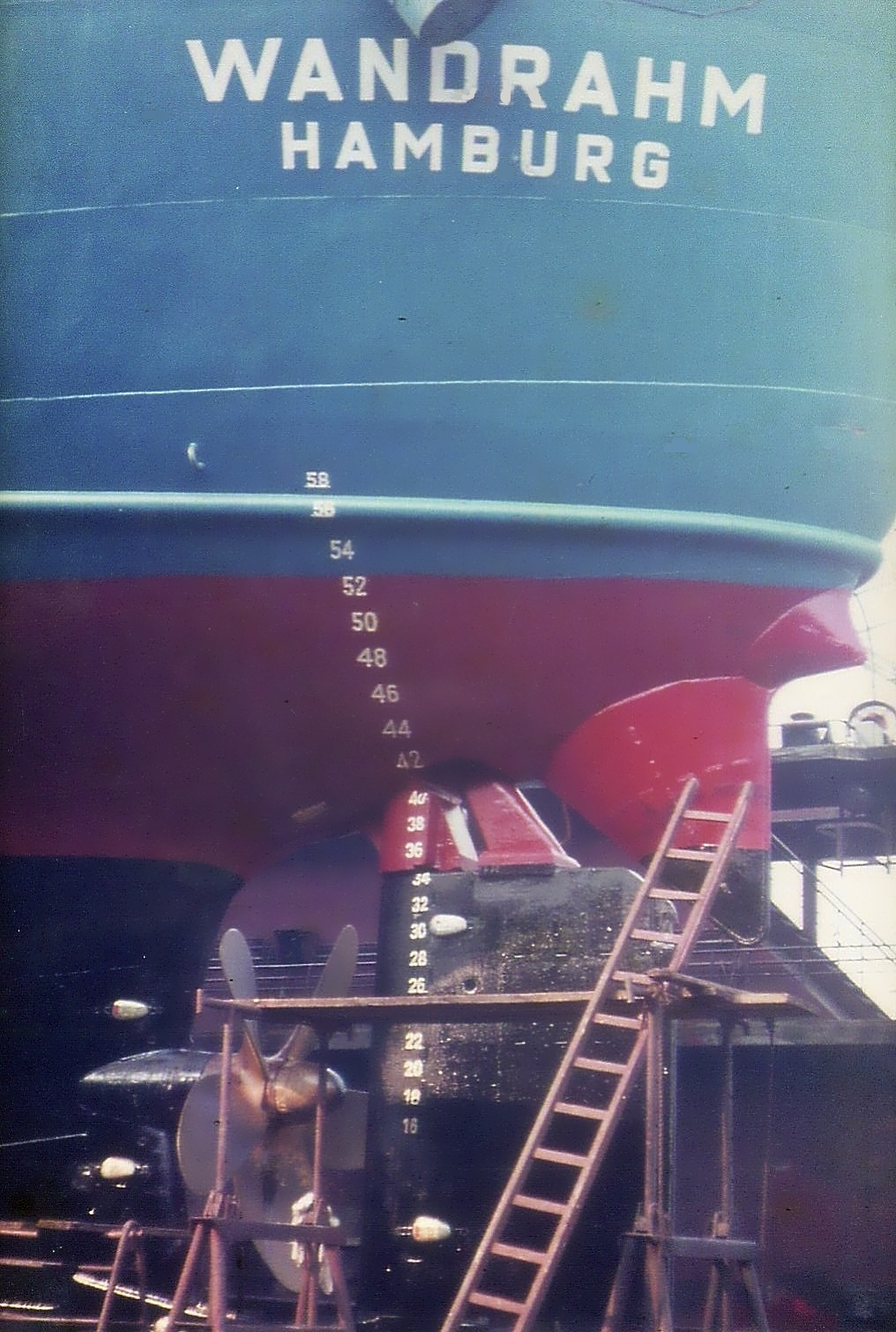
Die Wandrahm im Dock mit der Hecknase